# Qubba

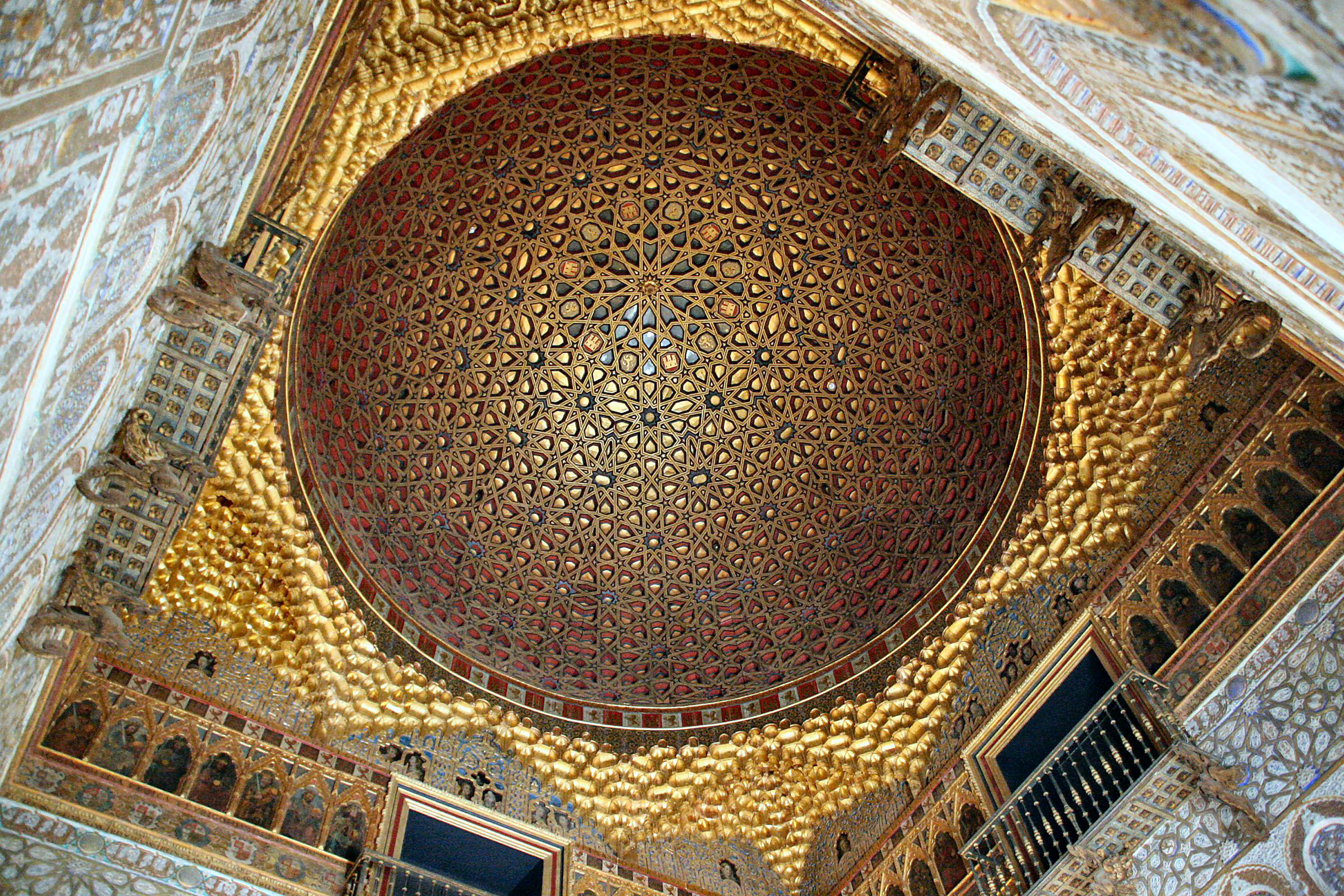
El Salón de Embajadores del Alcázar de Sevilla constituye uno de los mejores ejemplos de qubba en la arquitectura mudéjar hispana.

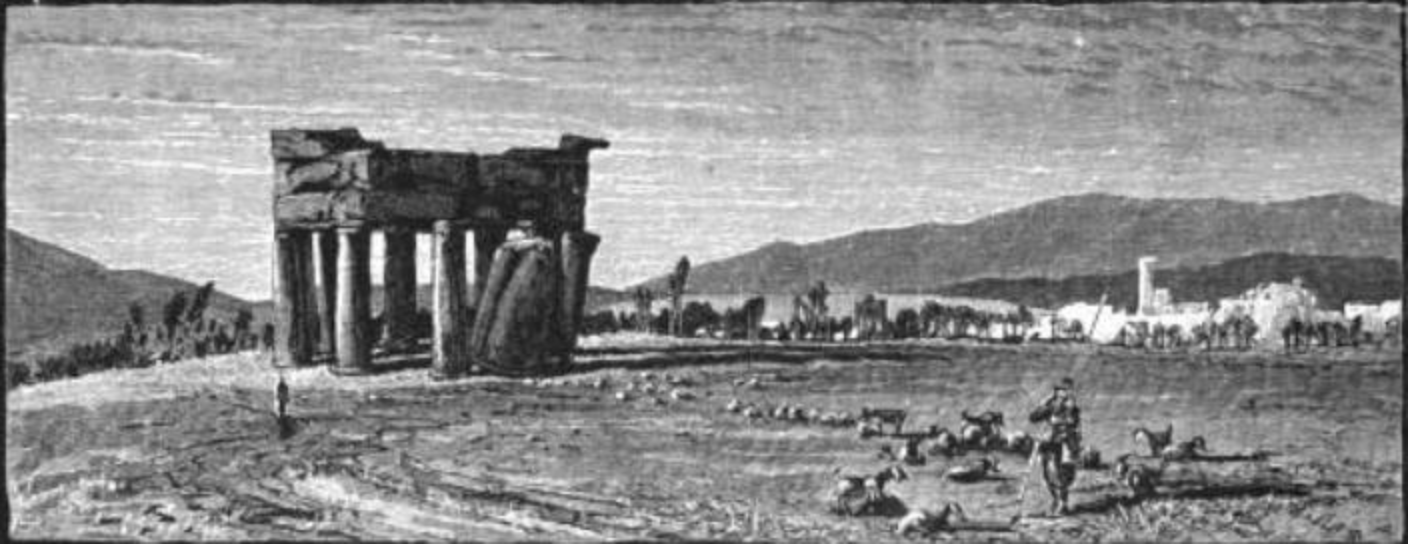
Grabado de 1881 del "Qubbet Dûris" cerca de Duris en Líbano.

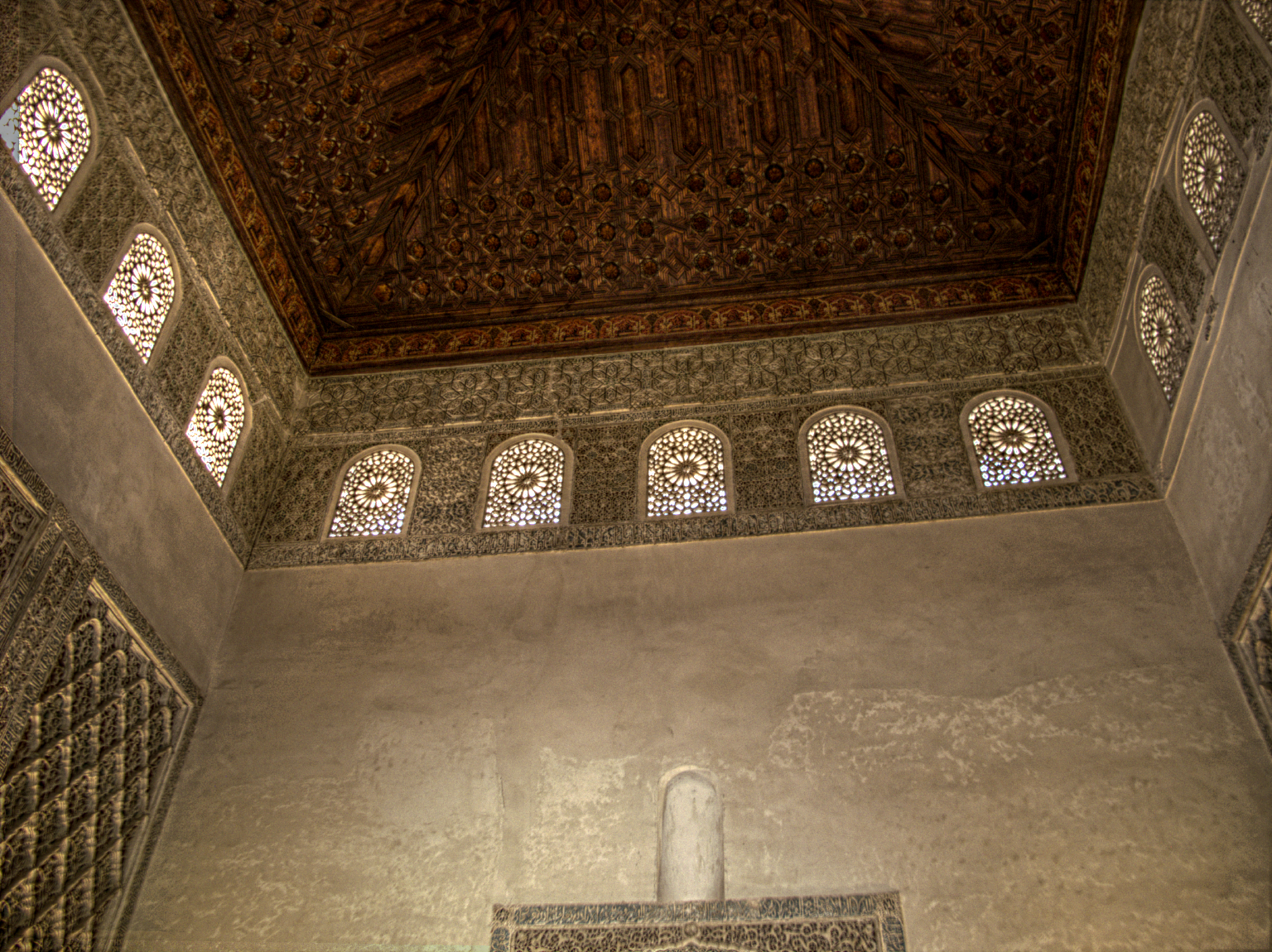
Interior de la qubba del Cuarto Real de Santo Domingo, Granada, España.

La qubba (en árabe: قُبَّة, pl. قُبَّات, qubbāt) es un término árabe que designa una estructura arquitectónica con base cuadrada y cúpula o techo de madera no plano, que puede tomar, entre otras, forma semiesférica, tronco de pirámide, bóveda esquifada o de paños.
Es característica del arte musulmán. Originalmente se usaba para referirse a una tienda o pabellón confeccionado con pieles, postes, soportes, tirantes y parasoles pero también puede usarse generalmente en monumentos funerarios, designar mausoleos de lugares de peregrinación o como salones principales o salones del trono de los recintos palaciegos.
Más tarde, su empleo se trasladó a la arquitectura cristiana a través del arte mudéjar. La palabra qubba dio lugar a la española "alcoba", primero como sala principal de la arquitectura palacial mudéjar y luego entendida como pequeña qubba de las casas.

## Ejemplos
La qubba más importante para el mundo islámico es la Qubbat aṣ-Ṣakhrah o Cúpula de la Roca en Jerusalén, que fue construida entre 688 y 692.
Ejemplos de qubbas en España los encontramos en el palacio de Comares en la Alhambra de Granada, en el Salón de Embajadores en el Alcázar de Sevilla, en el Alcázar de los Velasco de Medina de Pomar en Burgos, el pabellón central del Alcázar Genil de Granada. o la qubba central de delante del mihrab de la mezquita de Córdoba.